# Pavel Soukup (ciclista)
Pavel Soukup (Přerov, 12 de abril de 1965) es un deportista checoslovaco que compitió en ciclismo en la modalidad de pista, especialista en la prueba de persecución por equipos.
Ganó tres medallas en el Campeonato Mundial de Ciclismo en Pista entre los años 1983 y 1987.
Participó en los Juegos Olímpicos de Seúl 1988, ocupando el quinto lugar en la prueba de persecución por equipos.

## Medallero internacional
| Campeonato Mundial | Campeonato Mundial                | Campeonato Mundial | Campeonato Mundial          |
| Año                | Lugar                             | Medalla            | Competición                 |
| ------------------ | --------------------------------- | ------------------ | --------------------------- |
| 1983               | Zúrich (Suiza)                    | Medalla de bronce  | Persecución por equipos (A) |
| 1986               | Colorado Springs (Estados Unidos) | Medalla de oro     | Persecución por equipos (A) |
| 1987               | Viena (Austria)                   | Medalla de bronce  | Persecución por equipos (A) |